# Ermanno di Stahleck
Ermanno di Stahleck (... – 2 ottobre 1156) fu conte palatino del Reno dal 1142 alla morte. Attraverso il suo matrimonio con Gertrude di Svevia, figlia del duca Federico I, divenne cognato del re Corrado III e lo zio di Federico Barbarossa

## Biografia

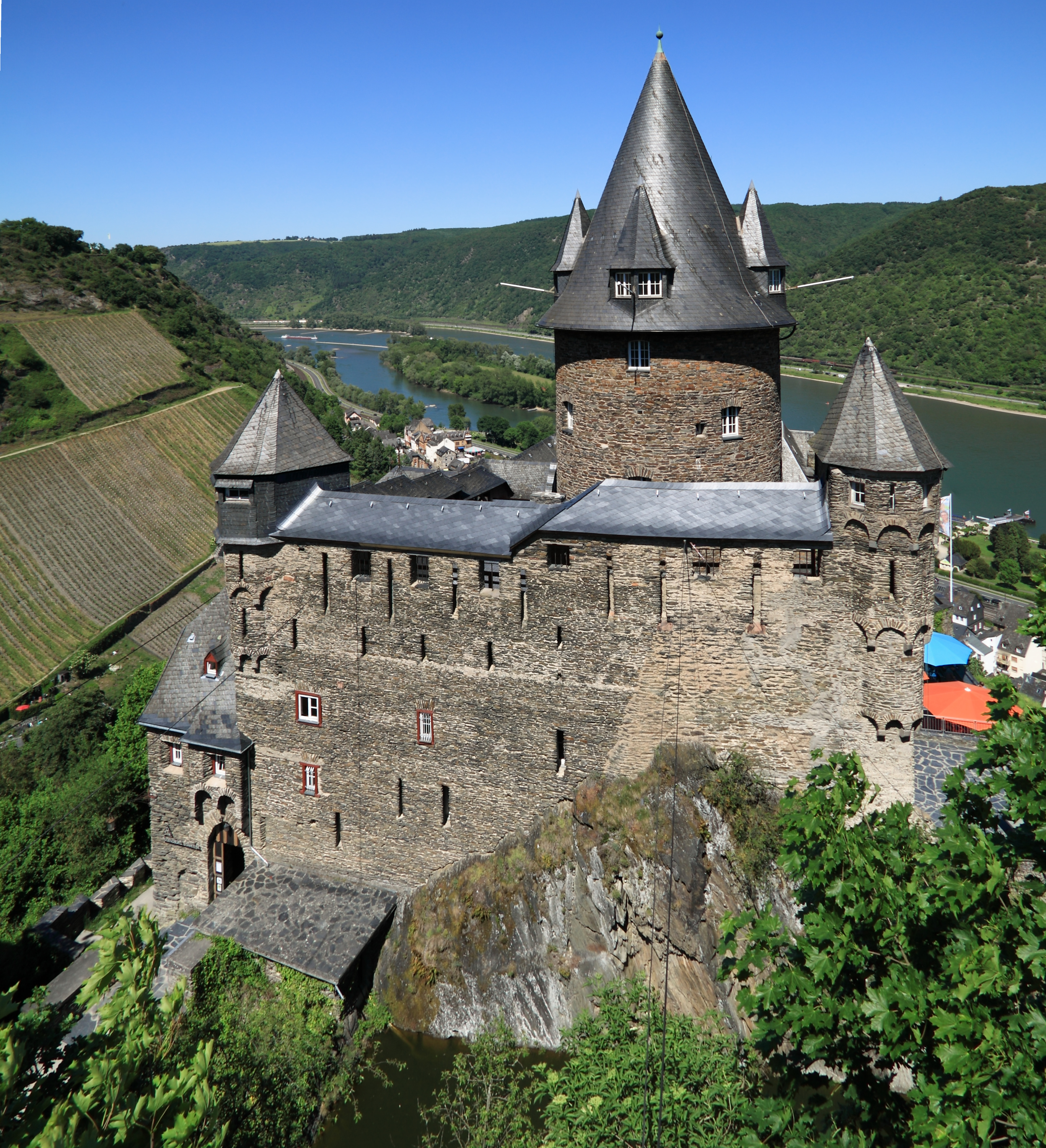
Castello di Stahleck sul Medio Reno.

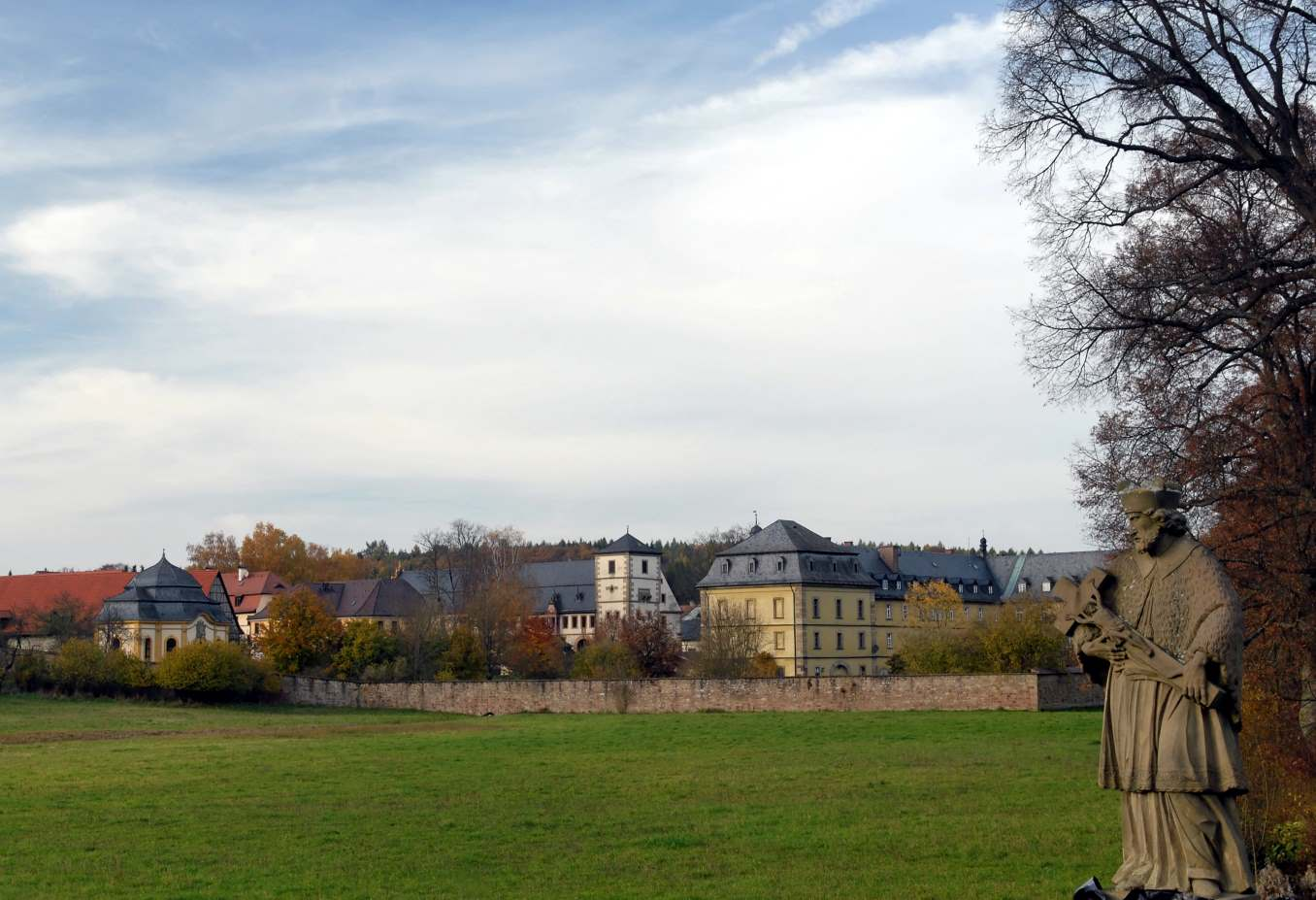
Abbazia di Bildhausen, fondato nel 1156.

Ermanno era l'unico figlio del conte Goswin di Stahleck e Luitgarda di Hengebach, vedova di Enrico I di Katzenelnbogen. Era il fratellastro di Enrico II di Katzenelnbogen, che fu elevato a conte dal re Corrado III nel 1138. Ermanno ereditò dal padre le proprietà nella Franconia Orientale con il titolo di conte di Bildhausen (oggi Maria Bildhausen, un distretto di Münnerstadt sul confine orientale del Rhön nella Bassa Franconia) così Höchstadt e, dall'eredità della madre, delle proprietà intorno al castello di Stahleck sopra Bacharach sul Reno.
Nel 1142/1143 fu infeudato dal cognato Corrado III del titolo di conte palatino sul Reno, dopo che il precedente conte palatino, il fratellastro del re Enrico II Jasomirgott della stirpe dei Babenberg, che era stato nominato un anno prima, aveva ottenuto il margraviato d'Austria. Poco dopo ricevette anche l'avvocazia sull'arcidiocesi di Treviri. Ermanno si fece poi valere contro le pretese dei parenti dei predecessori di Enrico, in particolare il conte Ottone I di Salm-Rheineck e suo figlio Ottone II - facendo catturare e strangolare quest'ultimo al castello di Schönburg nel 1149. Ottone I morì l'anno successivo, ed il suo castello di Rheineck fu raso al suolo da Ermanno per ordine del re.
Dal 1147 al 1148 Ermanno partecipò alla crociata dei Venedi.
Le controversie con gli arcivescovi di Magonza gli valsero due volte la scomunica. Federico Barbarossa condannò lo zio a una punizione disonorevole per aver violato la pace, il Hundetragen, ma questo non sembra aver compromesso la loro relazione, dato che Ermanno continuò ad apparire intorno a Federico fino alla sua morte.
Poco prima della sua morte nel 1156, fondò l'abbazia di Bildhausen sulla sua proprietà ereditata, ma non fu stabilita fino a due anni dopo dai cistercensi dell'abbazia di Ebrach nello Steigerwald. Ermanno fu inizialmente sepolto nel monastero di Ebrach e dopo il suo completamento fu spostato nella chiesa del monastero dell'abbazia di Bildhausen. Gli fu data una tomba nel coro della chiesa del monastero. Nel 1825, quando la chiesa del monastero venne preparata per la completa demolizione, si progettava di spostare la sua lapide nel vicino castello di Salzburg, dove però si ruppe e da allora è andata perduta.
Dopo la morte di Ermanno, Federico Barbarossa passò il palatinato del Reno al suo fratellastro Corrado, che spostò la sede principale del palatinato da Stahleck al castello di Heidelberg intorno al 1182. Tramite sua figlia Agnese, il palatinato passò prima per matrimonio ai Welfen e, nel 1214, attraverso mosse politiche di Ludovico, ai Wittelsbach, stabilendo il loro dominio secolare nel palatinato e la loro dignità elettorale.